# Kirchberg (Haut-Rhin)
Kirchberg település Franciaországban, Haut-Rhin megyében. Lakosainak száma 716 fő (2022. január 1.). Kirchberg Dolleren, Wegscheid, Sickert, Lamadeleine-Val-des-Anges és Masevaux-Niederbruck községekkel határos.

## Népesség
A település népességének változása:
| Lakosok száma | 811  | 801  | 803  | 762  | 743  | 734  | 728  | 715  | 716  |
|               | 2013 | 2015 | 2016 | 2017 | 2018 | 2019 | 2020 | 2021 | 2022 |